# Pauli Arbarei
Pauli Arbarei là đô thị ở tỉnh Sud Sardegna trong vùng Sardegna của Ý, cách khoảng 50 km về phía tây bắc của Cagliari và khoảng 11 km về phía bắc của Sanluri. Tại thời điểm ngày 31 tháng 12 năm 2004, đô thị này có dân số 710 người và diện tích là 15,1 km².
Pauli Arbarei giáp các đô thị: Las Plassas, Lunamatrona, Siddi, Tuili, Turri, Ussaramanna, Villamar.